# Соціальна фантастика
Соціальна фантастика, соціально-філософська фантастика, соціальна наукова фантастика — піджанр наукової фантастики, головний акцент у якому ставиться на розвиток і взаємовідносини у людському суспільстві, менше зацікавлений у присутності технологій та космічної опери і більше у соціологічних побудовах. Іншими словами, соціальна фантастика «обговорює антропологію», а також розмірковує про людську поведінку і взаємодії у суспільстві.
Дослідженням вигаданого суспільства є одним з найцікавіших аспектів наукової фантастики, що дозволяє йому виконувати інтелектуальні (Герберт Веллс, «Заключне коло раю») і запобіжні («451 градус за Фаренгейтом») функції, критикувати сучасний світ (Вашинґтон Ірвінґ, «Ріп ван Вінкль»; Олександр Громов, «Антарктида-онлайн») і його рішення, зображати альтернативні суспільства («Світ Полудня» братів Стругацьких) і вивчити наслідки етичних принципів.